# Liancheng Hu
Liancheng Hu (kinesiska: 连城湖) är en sjö i Kina. Den ligger i provinsen Anhui, i den östra delen av landet, omkring 120 kilometer söder om provinshuvudstaden Hefei. Liancheng Hu ligger 6 meter över havet. Arean är 5,2 kvadratkilometer. Trakten runt Liancheng Hu består till största delen av jordbruksmark. Den sträcker sig 4,8 kilometer i nord-sydlig riktning, och 2,9 kilometer i öst-västlig riktning.
Genomsnittlig årsnederbörd är 2 124 millimeter. Den regnigaste månaden är juli, med i genomsnitt 329 mm nederbörd, och den torraste är december, med 69 mm nederbörd.